# 2004 год в России

## События

### Январь
- 11 января — инцидент с поездом № 1908 в Ленинградской области, в ходе которого, из-за психического расстройства машиниста, тяжёлый грузовой поезд весом 5175 тонн проехал ряд станций, несмотря на запрещающие показания светофоров.

### Февраль
- 3 февраля — состоялся VIII Всемирный Русский Народный Собор, посвящённый теме «Россия и православный мир».
- 6 февраля — примерно в 8:32 в Московском метрополитене на перегоне между станциями Автозаводская — Павелецкая в сторону центра произошёл террористический акт, в результате которого погиб 41 человек (не считая самого террориста) и свыше 250 получили ранения.
- 9 февраля — в Санкт-Петербурге совершено убийство девятилетней таджикской девочки Хуршеды Султоновой. Преступление вызвало глубокий общественный резонанс. История получила в СМИ название «Убийство таджикской девочки».
- 14 февраля — обрушение крыши в московском аквапарке «Трансвааль-парк». Погибли 28 человек.
- 19 февраля — теракт в Воронеже.
- 24 февраля — президент России Владимир Путин отправил в отставку правительство Михаила Касьянова. Исполняющим обязанности премьер-министра стал заместитель председателя правительства Виктор Христенко.
- 28 февраля — в ходе перестрелки с пограничниками смертельно ранен полевой командир Руслан Гелаев.

### Март
- 5 марта — премьер-министром России назначен Михаил Фрадков.
- 9 марта — создана Федеральная служба по финансовым рынкам
- 12 марта — Россия стала первой страной в мире, которая признала киберспорт официальным видом спорта по распоряжению главы Госкомспорта России Вячеслава Фетисова.
- 14 марта — выборы президента России. Действующий президент Владимир Путин переизбран на второй срок.
- 16 марта — взрыв жилого дома в Архангельске.
- 25 марта — Владимир Путин подписал федеральный конституционный закон об образовании нового субъекта Российской Федерации в результате объединения Пермской области и Коми-Пермяцкого АО.

### Апрель
- 19 апреля — старт космического корабля Союз ТМА-4. Экипаж старта — Геннадий Падалка (Россия), Майкл Финк (США) и Андре Кёйперс (Нидерланды).
- 24 апреля—9 мая — Чемпионат мира по хоккею, прошедший в Чехии. Победителем стала сборная Канады. Россия не смогла выйти в плей-офф.

### Май
- 9 мая — Вторая чеченская война: во время празднования 59-й годовщины Дня Победы в Грозном на трибуне стадиона, на котором проходил парад, сработало взрывное устройство. Согласно официальным данным, 7 человек погибли, более 50 получили ранения. В результате теракта погиб президент Чечни Ахмат Кадыров.
- 11 мая — на телеканале ТНТ стартовало самое длительное реалити-шоу «Дом-2», 5 мая 2011 года занесённое в книгу рекордов Гиннесса.
- 31 мая — впервые церемония вручения Притцкеровской премии состоялась в России, в здании Эрмитажного театра в Санкт-Петербурге. Заха Хадид стала первой женщиной-архитектором, награждённой этой премией.

### Июнь
- 4 июня — взрыв бомбы на рынке в Самаре: 10 погибших, 59 раненых. По данным следственных органов, организатором теракта является бывший курсант Ростовского военного училища Павел Косолапов, а исполнителем преступления — житель Казахстана Еркингали Тайжанов. Последний был задержан правоохранительными органами на территории Казахстана и повесился в тюрьме.
- 5 июня — Анастасия Мыскина, победив в Открытом чемпионате Франции по теннису, стала первой российской теннисисткой, выигравшей турнир Большого шлема.
- 12 июня—4 июля — чемпионат Европы по футболу, прошедший в Португалии. Победителем стала сборная Греции. Россия не смогла выйти из группы.
- 19 июня — в Санкт-Петербурге убит учёный-этнограф и антифашист Николай Гиренко.
- 21—22 июня — Вторая чеченская война: вооружённое нападение чеченских и ингушских боевиков на Ингушетию.

### Июль
- 3 июля
  - 17-летняя россиянка Мария Шарапова первая из россиян выиграла турнир в Уимблдоне.
  - X съезд КПРФ.
- 9 июля — в Москве убит американский журналист, главный редактор российского издания журнала Forbes Пол Хлебников.[1]
- 19 июля — теракт в Воронеже.
- 26 июля — теракт в Воронеже.

### Август
- 1 августа
  - в Москве завершилась разборка гостиницы «Москва», построенной в 30-е годы XX века,
  - поставлен на шестилетний ремонт «президентский» ракетоносец «Карелия».
- 5 августа — катастрофа Ми-8 в Тюменской области.
- 13—29 августа — летние Олимпийские игры в Афинах (Греция). Россия заняла 3-е место.
- 21 августа — Вторая чеченская война: 400 боевиков атаковали Грозный.
- 24 августа — практически одновременно, примерно в 22.56 мск, в России произошли катастрофы двух пассажирских самолётов: Ту-154Б2 авиакомпании «Сибирь», направлявшегося из аэропорта Домодедово (Москва) в Сочи (разбился в Ростовской области, погиб 51 человек), и Ту-134а авиакомпании «Волга-Авиаэкспресс», направлявшегося из аэропорта Домодедово (Москва) в Волгоград (разбился в Тульской области, погибло 42 человека). Расследованием установлено, что на обоих самолётах совершены теракты женщинами-смертницами.
- 31 августа — террористический акт у станции метро «Рижская» в Москве. Женщина-смертница привела в действие самодельное взрывное устройство. Погибло не менее 10 человек.

### Сентябрь
- 1 сентября — боевики захватили здание школы в городе Беслан (Северная Осетия).
- 5 сентября — был введён закон о запрете трансляции рекламы пива в утреннее и дневное время.

### Октябрь
- 13 октября — «Ночной позор», футбольный матч Португалия-Россия.
- 14 октября
  - старт космического корабля Союз ТМА-5. Экипаж старта — Салижан Шарипов, Юрий Шаргин (Россия) и Лерой Чиао (США).
  - президент России Владимир Путин и председатель КНР Ху Цзиньтао подписали дополнение к соглашению о российско-китайской государственной границе, согласно которому, годом позже была произведена демаркация.

### Ноябрь
- 4 ноября — президент России Владимир Путин подписал закон «О ратификации Киотского протокола к Рамочной конвенции ООН об изменении климата». Киотский протокол вступил в силу 16 февраля 2005 года.
- 5 ноября — русская версия Википедии содержит 8 тысяч статей.
- 6 ноября — женская сборная России по бриджу впервые в своей истории победила на XII Всемирной Бриджевой Олимпиаде. Мужская сборная заняла третье место.
- 9 ноября — толпа возмущённых граждан взяла штурмом Дом правительства в столице Карачаево-Черкесии и разгромила кабинет президента республики Мустафы Батдыева. Самому Батдыеву удалось скрыться от народного гнева. Лишь через сутки вмешательство полномочного представителя президента РФ в Южном федеральном округе Дмитрия Козака убедило людей покинуть здание.
- 25 ноября — саммит Россия — ЕС в Гааге закончился практически безрезультатно. Стороны практически ограничились обсуждением итогов президентских выборов на Украине и расстались недовольные друг другом.

### Декабрь
- 1 декабря — русская версия Википедии содержит 9 тысяч статей.
- 11 декабря — президент России Владимир Путин подписал закон, меняющий систему избрания глав субъектов Федерации. Ранее закон был принят Государственной Думой 3 декабря 2004 года и одобрен Советом Федерации 8 декабря 2004 года.
- 10—14 декабря — массовая акция милиции и ОМОНа против криминала города Благовещенска.
- 14 декабря — во время захвата здания приёмной администрации Президента РФ задержаны сорок членов Национал-большевистской партии. Подросткам инкриминируют ст. 167 УК РФ (умышленная порча имущества), ст. 214 УК РФ (вандализм) и ст. 278 УК РФ (насильственный захват власти).
- 19 декабря — на аукцион выставлен Юганскнефтегаз — главное нефтедобывающее подразделение ЮКОСа, изъятое государством у осуждённого М. Ходорковского. Победила никому до тех пор не известная компания Байкалфинансгруп, купив почти 77 % акций.[2])
- 26 декабря — Прогресс М-51 пристыковался к МКС. За его полётом следили с большим волнением, так как в случае аварии грузовика, пришлось бы эвакуировать экипаж станции, из-за нехватки запасов продовольствия.
- 30 декабря — русская версия Википедии содержит 10 тысяч статей. По этому поводу выпущен пресс-релиз.

## Спорт
- Летние Олимпийские игры 2004 Афины, (Греция) — 3-е место

Баскетбол
- Кубок России по баскетболу 2003/2004 — Урал-Грейт
- Чемпионат России по баскетболу 2003/2004 — ЦСКА

Футбол
- Чемпионат России по футболу 2004 — Локомотив
- Кубок России по футболу 2003/2004 — Терек
- Лига чемпионов УЕФА 2003/2004
  - Локомотив — 1/8 финала
  - ЦСКА — Второй квалификационный раунд
- Кубок УЕФА 2003/2004
  - Спартак — 1/16 финала
  - Торпедо — Второй раунд

Хоккей
- Чемпионат России по хоккею с шайбой 2003/2004 — Авангард

## Кино
- 72 метра
- Алёша Попович и Тугарин Змей
- Богиня: как я полюбила
- Водитель для Веры
- Всадник по имени Смерть
- Даже не думай 2: Тень независимости
- Игры мотыльков
- Личный номер
- Марс
- Мой сводный брат Франкенштейн
- Московская жара
- Настройщик
- Ночной Дозор
- Папа
- Свои
- Четыре таксиста и собака
- Чудная долина
- Шиzа
- Диверсант (телесериал)
- Штрафбат (телесериал)
- Моя прекрасная няня (телесериал)
- Солдаты (телесериал)